# クロモセン
クロモセン（Chromocene）は、化学式がCr(C5H5)2の有機金属化合物である。省略してCp2Crとも書かれる。このメタロセンはフェロセンと類似した構造をしているが、常磁性であり反応性が遙かに高い。サンドイッチ化合物の一つであり、非極性溶媒に溶解し、真空中では容易に昇華する。

## 合成
クロモセンは以下のルートで合成される。
{\displaystyle {\ce {CrCl2\ + 2NaC5H5\ -> Cr(C5H5)2\ + 2 NaCl}}}
この合成は通常、THF溶液中で行われる。類似化合物のデカメチルクロモセン、Cr[C5(CH3)5]2、も同様にLiC5(CH3)5から合成される。

## 安全性
クロム化合物には毒性のあるものがあるが、特に六価クロム種は有毒である。クロモセンは空気に対する反応性が高く、燃焼して大気中に暴露する。